# 玉藻稲荷神社
玉藻稲荷神社（たまもいなりじんじゃ）は、栃木県大田原市の神社。

## 概要
鳥羽院が病気の折に、陰陽師・安倍泰成の祈祷でその正体をあらわにした玉藻前は、この地に逃げ込み、蝉に身をかえ桜の木の陰に隠れていたが、須藤権守貞信、三浦介義明、千葉介常胤、上総介広常らの討伐軍によって、桜の木の側にあった池（現在神社の境内にある鏡が池）に映った真の姿を見つけられ、討たれてしまったという。当社の北600メートルの県道沿いに、川西町文化会が建立した「狐塚之址」碑がある。
社伝によれば、建久4年（1193年）、源頼朝が那須野の狩りの際、当社に参詣したという。
また元禄2年（1689年）4月12日、松尾芭蕉がここ篠原の地を訪れている。『おくのほそ道』に、
「ひとひ郊外に逍遥して、犬追物の跡を一見し那須の篠原をわけて、玉藻の前の古墳をとふ。」とある。
境内に芭蕉の「秣おふ人を枝折の夏野哉」の句碑と源実朝の「もののふの 矢並つくろふ 籠手のうへに 霰たばしる 那須の篠原」の歌碑がある。

## 境内

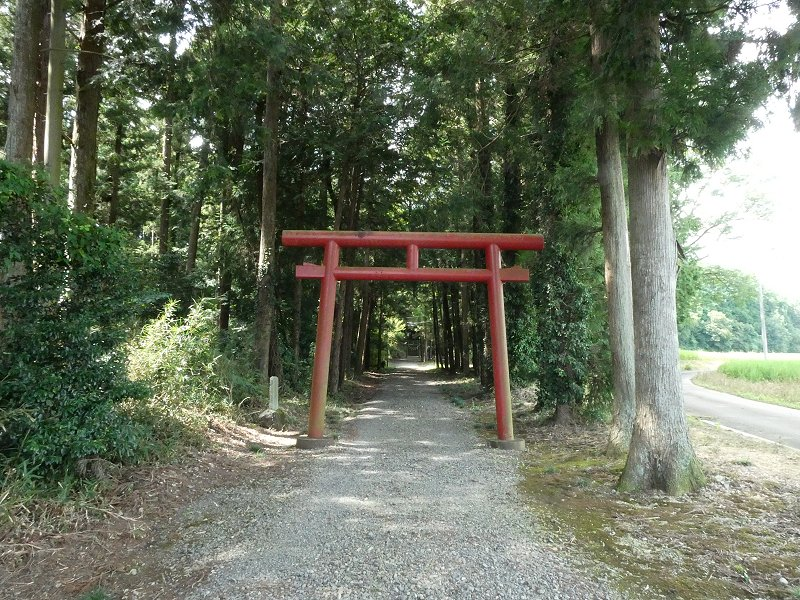
鳥居
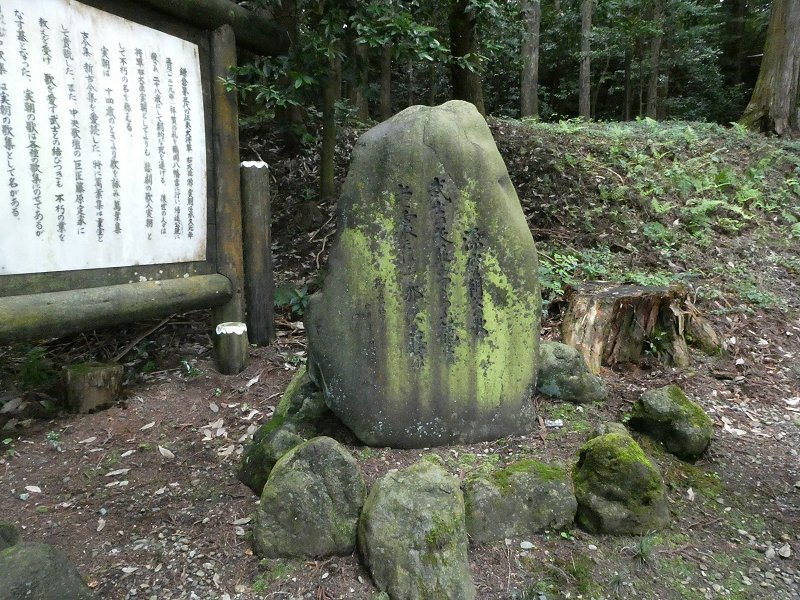
源実朝歌碑
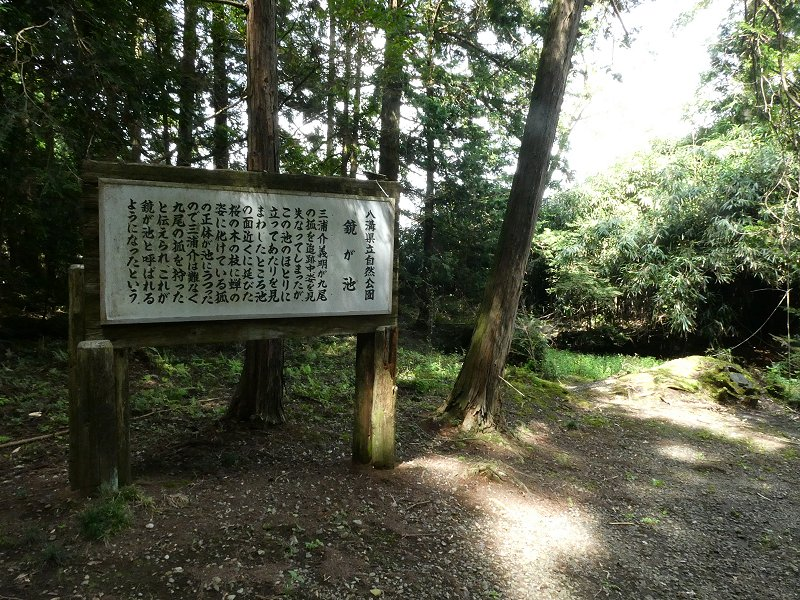
鏡が池

## アクセス
- JR那須塩原駅より大田原市営バス雲巌寺線　篠原公民館前下車　徒歩2分